# Алфі Аллен
Алфі Еван Джеймс Аллен (англ. Alfie Evan James Allen, нар. 12 вересня 1986, Гаммерсміт, Лондон, Англія) — англійський актор. Відомий роллю Теона Грейджоя в телесеріалі «Гра престолів» (2011–2019), за яку він отримав номінацію на Прайм-тайм премію «Еммі» в 2019 році.
Народився в сім'ї англійської кінопродюсерки Елісон Мері Оуен та актора Кіта Аллена (батьки розійшлися в 1989 році), брат відомої британської поп-співачки Лілі Аллен. Він є двоюрідним братом співака Сема Сміта.

## Кар'єра
Перша професійна поява Аллена відбулася в комедії Channel 4 «You Are Here» у 1998 році. Того ж року Аллен і його сестра Лілі знялися у фільмі «Єлизавета» 1998 року, який продюсувала їхня мати.
Спочатку прослуховуючись на роль Джона Сноу, Аллен отрамав міжнародне визнання, коли в 2011 році він був обраний на роль Теона Грейджоя в середньовічному фентезі-серіалі HBO «Гра престолів». Аллен регулярно з'явився в серіалі протягом 8 сезонів і був номінований на Прайм-тайм премію «Еммі» за найкращу чоловічу роль другого плану у 2019 році за останній сезон шоу.

## Особисте життя
З 2017 по 2019 рік Аллен був у стосунках з американським ді-джеєм і моделлю Еллі Теілз, від якої у нього є дочка Ерроу (народилась в жовтні 2018). Він є прихильником англійського футбольного клубу Арсенал.

## Фільмографія
| Рік       |    | Українська назва                               | Оригінальна назва                               | Роль                                       |
| --------- | -- | ---------------------------------------------- | ----------------------------------------------- | ------------------------------------------ |
| 2021      | ф  | Ікла ночі                                      | Night Teeth                                     | Віктор                                     |
| 2019      | ф  |                                                | How to Build a Girl                             | John Kite                                  |
| 2019      | ф  | Кролик Джоджо                                  | Jojo Rabbit                                     | Finkel                                     |
| 2018      | ф  | Хижак                                          | The Predator                                    | Лінч (Lynch)                               |
| 2011—2017 | с  | Гра престолів                                  | Game of Thrones                                 | Теон Грейджой (Theon Greyjoy, 47 епізодів) |
| 2016      | с  |                                                | Close to the Enemy                              | Ringwood (7 епізодів)                      |
| 2016      | ф  |                                                | Patient Seven                                   | The Man (розділ "The Body")                |
| 2016      | ф  | Пандемія                                       | Pandemic                                        | Wheeler                                    |
| 2014      | ф  | Джон Вік                                       | John Wick                                       | Йожеф Тарасов (Iosef Tarasov)              |
| 2014      | ф  | Пластик                                        | Plastic                                         | Єтсі (Yatesey)                             |
| 2013      | кф |                                                | The Body                                        | The Man                                    |
| 2013      | кф |                                                | She-Ra with Kylie Minogue                       | Skelly                                     |
| 2013      | ф  |                                                | Confine                                         | Henry                                      |
| 2011      | ф  |                                                | Powder                                          | Wheezer                                    |
| 2010      | с  |                                                | Accused                                         | Michael Lang (1 епізод)                    |
| 2010      | с  |                                                | Moving On                                       | Dave (1 епізод)                            |
| 2010      | ф  |                                                | SoulBoy                                         | Russ Mountjoy                              |
| 2010      | ф  |                                                | The Kid                                         | Dominic                                    |
| 2010      | ф  |                                                | Freestyle                                       | Gez                                        |
| 2009      | ф  |                                                | Boogie Woogie                                   | Photographer                               |
| 2009      | тф |                                                | Freefall                                        | Ian                                        |
| 2008      | с  |                                                | Coming Up                                       | Adams (1 епізод)                           |
| 2008      | с  |                                                | Casualty 1907                                   | Nobby Clark (3 епізоди)                    |
| 2008      | ф  | Спогади невдахи                                | Flashbacks of a Fool                            | Кевін Габбл (Kevin Hubble)                 |
| 2008      | ф  | Ще одна з роду Болейн                          | The Other Boleyn Girl                           | королівський посланець (King's Messenger)  |
| 2007      | тф |                                                | Joe's Palace                                    | Jason                                      |
| 2007      | ф  | Спокута                                        | Atonement                                       | Денні Гардмен (Danny Hardman)              |
| 2007      | кф |                                                | Cherries                                        | James                                      |
| 2006      | ф  |                                                | Sixty Six                                       | Younger Tout                               |
| 2005      | с  |                                                | Jericho                                         | Albert Hall (1 епізод)                     |
| 2005      | с  |                                                | The Golden Hour                                 | Clive (1 епізод)                           |
| 2005      | ф  |                                                | Stoned                                          | Harry                                      |
| 2004      | ф  | Агент Коді Бенкс 2: Пункт призначення — Лондон | Agent Cody Banks 2: Destination London          | Berkhamp on Double Bass                    |
| 2003      | в  |                                                | David Guetta v Bowie: Just for One Day (Heroes) |                                            |
| 1999      | с  |                                                | Spaced                                          | Skateboard Kid (1 епізод)                  |
| 1998      | тф |                                                | You Are Here                                    | Son                                        |
| 1998      | ф  | Єлизавета                                      | Elizabeth                                       | син Ерандела (Arundel's Son)               |
| 1988      | с  |                                                | The Comic Strip Presents...                     | Child in Promo (1 епізод)                  |